# یاسر حسین
Yasir Hussain ( اردو: یاسر حسین   ) فیلمنامه نویس، بازیگر، نمایشنامه‌نویس و مجری پاکستانی اهل اسلام آباد است که بیشتر به خاطر نقش‌های کمدی‌اش شناخته می‌شود. او میزبان برنامه بعد از ماه در تلویزیون هام ( Hum) بود و همچنین برای بازی در نقش آنتاگونیست در درام اجتماعی باندی ( Baandi ) در سال 2018 شناخته شده است.